# Irwiniella maritima
Irwiniella maritima är en tvåvingeart som först beskrevs av Mario Bezzi och Lamb 1926.  Irwiniella maritima ingår i släktet Irwiniella och familjen stilettflugor. Inga underarter finns listade i Catalogue of Life.